# 1816 ve fotografii
Tento článek obsahuje významné fotografické události v roce 1816.

## Události
- Nicéphore Niépce objevil citlivost na světlo u asfaltové vrstvy nanesené na kovovou desku. Konečně vyřešil problém s ustálením – využil vlastnosti přírodního asfaltu, který působením světla tvrdne a stává se nerozpustným v některých organických rozpouštědlech. Podařilo se mu tak obrazy zachytit, ustálit a vyleptat a zhotovil tak nejstarší heliogravuru. Promítal na desky prosvícené rytiny, ale dalšího praktického užití tato metoda neměla, protože citlivost byla malá a expozice na slunečním světle trvala osm hodin.

## Narození v roce 1816
- 25. února – Charles Reutlinger, německý fotograf († 24. června 1888)
- 26. února – Levi Hill, vynálezce barevné fotografie († 9. února 1865)
- 16. března – Alfred A. Hart, americký fotograf († 5. března 1908)
- 23. července – Jean Laurent Minier, francouzský fotograf († 24. listopadu 1886)
- 2. srpna – Carlo Naya, italský fotograf († 30. května 1882)
- 4. srpna – Richard Leach Maddox, anglický fyzik a fotograf († 11. května 1902)
- 30. listopadu – Marthine Lund, první norská fotografka († 15. října 1890)
- ? – Francis Bedford, anglický architekt a fotograf († 15. května 1894)
- ? – Rudolph Striegler, dánský fotograf († 24. ledna 1876)
- ? – Andreas Fedor Jagor, fotograf († ?)
- ? – Pieter Oosterhuis, nizozemský průkopník fotografie (20. ledna 1816 – 8. června 1885) (†
- ? – Mary Dillwynová, první fotografka ve Walesu, fotografovala květiny, zvířata, rodinu a přátele ve 40. a 50. letech 19. století (1816– prosinec 1906)
- ? – Charles Thurston Thompson, raný britský fotograf (1816–1868)
- ? – Luis García Hevia, kolumbijský malíř a fotograf, první Kolumbijec, který použil techniku daguerrotypie (19. srpna 1816 – 31. března 1887)